# Taranto Football Club 1927 2021-2022
Questa pagina raccoglie i dati riguardanti il Taranto Football Club 1927 nelle competizioni ufficiali della stagione 2021-2022.

## Stagione
Il Taranto, in questa stagione, partecipa al campionato di Serie C, terzo livello nazionale, dopo la promozione ottenuta nella stagione precedente.
La stagione dei rossoblù si apre ufficialmente il 22 agosto con la sconfitta per 2-0 sul campo della Virtus Francavilla nella gara valevole per il primo turno di Coppa Italia. L'esordio in campionato avviene sette giorni più tardi questa volta in casa contro la Turris. La gara si conclude sul punteggio di 0-0. Nella prima parte di stagione, il Taranto ottiene importanti successi, come ad esempio le vittorie casalinghe contro Palermo e Catania e quelle esterne contro Campobasso e Turris, che permettono al Taranto di chiudere l'anno solare al settimo posto con 30 punti. La vittoria con i corallini, tuttavia, è l'ultima prima di un'importante flessione che fanno uscire la squadra di mister Laterza dalla zona playoff. Infatti nelle successive 17 partite, i rossoblù racimolano appena 12 punti, rischiando di essere risucchiati nella zona playout. Decisiva in chiave salvezza, risulterà la vittoria nel recupero del 6 aprile contro il Monopoli che sarà anche l'unica ottenuta dal Taranto nel 2022. L'aritmetica della salvezza avviene invece 4 giorni più tardi. Nonostante la sconfitta sul campo del Messina, i rossoblù approfittando delle sconfitte di Fidelis Andria e Paganese, per festeggiare la permanenza in terza serie. Il Taranto chiude il campionato a 39 punti (42 sul campo, considerando il 3-2 contro il Catania, successivamente annullato in seguito all'esclusione dal campionato degli etnei)
Questa stagione segna anche il ritorno del derby contro il Bari a distanza di 28 anni dall'ultima volta. Nella sfida del San Nicola i galletti si impongono per 3-1, mentre il ritorno a Taranto termina a reti bianche. Risultato che permette agli jonici di mantenere l'imbattibilità interna in campionato nelle sfide contro il Bari
A fine stagione avviene la separazione ufficiale con il DS Francesco Montervino (già esonerato prima dell'ultima gara di campionato) e l'allenatore Giuseppe Laterza, che preferisce rescindere il contratto per seguire nuove strade. In seguito, vengono ufficializzati Nicola Dionisio come Direttore Sportivo e Nello Di Costanzo come allenatore per la stagione 2022-2023

## Organigramma societario
Area direttiva
- Presidente: Massimo Giove
- Vice-presidente: Enzo Sapia
- AD: Alfonso Salvatore
- Segretario Generale: Mariagrazia Sigrisi
- Addetto Stampa: Caterina Cerino

Area tecnica
- Direttore Sportivo: Francesco Montervino
- Allenatore: Giuseppe Laterza
- Allenatore in seconda: Giuseppe Lentini
- Preparatore atletico: Francesco Rizzo
- Preparatore dei portieri: Leonardo De Bernardis
- Collaboratore Tecnico: Giovanni Indiveri
- Recupero infortunati: Paolo Redavid
- Match Analyst: Angelica Ivone
- Magazzinieri:

Area Sanitaria
- Responsabile sanitario: Dott.Antonio Valentini

## Rosa
| N. |                           | Ruolo | Calciatore                      |
| -- | ------------------------- | ----- | ------------------------------- |
| 1  | Italia (bandiera)         | P     | Andrea Loliva                   |
| 2  | Italia (bandiera)         | D     | Matteo Tomassini                |
| 3  | Italia (bandiera)         | D     | Antonio Ferrara (vice capitano) |
| 4  | Italia (bandiera)         | C     | Massimiliano Marsili (capitano) |
| 5  | Italia (bandiera)         | D     | Walter Zullo                    |
| 6  | Italia (bandiera)         | D     | Davide Riccardi                 |
| 7  | Italia (bandiera)         | C     | Lorenzo Longo                   |
| 7  | Italia (bandiera)         | A     | Vincenzo Barone                 |
| 8  | Costa d'Avorio (bandiera) | C     | Aboubakar Diaby                 |
| 9  | Italia (bandiera)         | A     | Andrea Saraniti                 |
| 10 | Italia (bandiera)         | A     | Luigi Falcone                   |
| 11 | Italia (bandiera)         | A     | Antonio Santarpia               |
| 12 | Italia (bandiera)         | P     | Vittorio Antonino               |
| 14 | Argentina (bandiera)      | C     | Franco Bellocq                  |
| 15 | Italia (bandiera)         | A     | Mario Pacilli                   |
| 17 | Italia (bandiera)         | D     | Antonio Granata                 |
| 18 | Italia (bandiera)         | D     | Nicola Turi                     |

| N. |                    | Ruolo | Calciatore            |
| -- | ------------------ | ----- | --------------------- |
| 19 | Italia (bandiera)  | D     | Antonio Guastamacchia |
| 20 | Italia (bandiera)  | C     | Valerio Labriola      |
| 21 | Italia (bandiera)  | C     | Davide Di Gennaro     |
| 22 | Italia (bandiera)  | P     | Niccolò Chiorra       |
| 23 | Italia (bandiera)  | D     | Francesco Benassai    |
| 24 | Italia (bandiera)  | C     | Niccolò Ghisleni      |
| 27 | Italia (bandiera)  | C     | Leandro Versienti     |
| 28 | Italia (bandiera)  | C     | Marco Civilleri       |
| 32 | Italia (bandiera)  | A     | Giuseppe Giovinco     |
| 33 | Gambia (bandiera)  | C     | Kalifa Manneh         |
| 66 | Italia (bandiera)  | A     | Paolo Serafino        |
| 72 | Italia (bandiera)  | C     | Gianluca Mastromonaco |
| 77 | Belgio (bandiera)  | C     | Amine Daali           |
| 88 | Italia (bandiera)  | C     | Manuel Cannavaro      |
| 90 | Camerun (bandiera) | A     | Jhonatan Italeng      |
| 97 | Italia (bandiera)  | D     | Vincent De Maria      |
|    | Italia (bandiera)  | C     | Giuseppe Faiello      |

## Calciomercato

### Sessione estiva(dal 01/07 al 31/08)
| Acquisti | Acquisti           | Acquisti         | Acquisti   |
| R.       | Nome               | da               | Modalità   |
| -------- | ------------------ | ---------------- | ---------- |
| C        | Lorenzo Longo      | Lavello          | definitivo |
| C        | Giuseppe Faiello   | Real Aversa      | definitivo |
| P        | Andrea Loliva      | Bisceglie        | definitivo |
| A        | Niccolò Ghisleni   | Atalanta         | prestito   |
| D        | Francesco Benassai | Pontedera        | definitivo |
| A        | Jonathan Italeng   | Atalanta         | prestito   |
| D        | Matteo Tomassini   | Roma             | definitivo |
| D        | Antonio Granata    | Puteolana        | definitivo |
| C        | Valerio Labriola   | Napoli           | prestito   |
| A        | Andrea Saraniti    | Palermo          | definitivo |
| P        | Niccolò Chiorra    | Empoli           | prestito   |
| D        | Vincent Di Maria   | Giana Erminio    | definitivo |
| C        | Franco Bellocq     | Asteras Tripolīs | definitivo |
| C        | Marco Civilleri    | Licata           | definitivo |
| D        | Walter Zullo       | Lavello          | definitivo |
| C        | Manuel Cannavaro   | Sassuolo         | prestito   |
| A        | Giuseppe Giovinco  | Renate           | definitivo |
| P        | Vittorio Antonino  | Grosseto         | definitivo |
| D        | Davide Riccardi    | Triestina        | prestito   |

| Cessioni | Cessioni           | Cessioni    | Cessioni       |
| R.       | Nome               | a           | Modalità       |
| -------- | ------------------ | ----------- | -------------- |
| P        | Alex Sposito       | Empoli      | fine prestito  |
| D        | Aniello Boccia     | Juve Stabia | fine prestitoP |
| D        | Robert Sheu        | Carrarese   | fine prestito  |
| C        | Francesco Marrazzo | Napoli      | fine prestito  |
| C        | Leandro Guaita     |             | svincolato     |
| C        | Kelvin Matute      |             | svincolato     |
| D        | Gianmarco Rizzo    |             | svincolato     |
| A        | Augusto Diaz       |             | svincolato     |
| A        | Luis Alfageme      |             | svincolato     |
| D        | Manuel Gonzalez    |             | svincolato     |
| A        | Gaston Corado      |             | svincolato     |
| D        | Amedeo Silvestri   |             | svincolato     |
| C        | Fernando Tissone   |             | svincolato     |
| A        | Vincenzo Corvino   |             | svincolato     |
| C        | Michele Sernia     |             | svincolato     |
| P        | Gennaro Zagari     |             | svincolato     |
| P        | Tiziano Caccetta   |             | svincolato     |
| C        | Nicolas Rizzo      |             | svincolato     |
| P        | Dorian Ciezkowski  |             | svincolato     |
| A        | Paolo Serafino     | Brindisi    | definitivo     |

### Operazioni successive alla sessione estiva
| Acquisti | Acquisti        | Acquisti   | Acquisti   |
| R.       | Nome            | da         | Modalità   |
| -------- | --------------- | ---------- | ---------- |
| A        | Mario Pacilli   | svincolato | definitivo |
| C        | Amine Daali     | svincolato | definitivo |
| A        | Vincenzo Barone | Gladiator  | definitivo |

| Cessioni | Cessioni         | Cessioni | Cessioni                 |
| R.       | Nome             | a        | Modalità                 |
| -------- | ---------------- | -------- | ------------------------ |
| C        | Lorenzo Longo    |          | risoluzione contrattuale |
| C        | Giuseppe Faiello |          | risoluzione contrattuale |

### Sessione invernale(dal 01/01 al 31/01)
| Acquisti | Acquisti          | Acquisti   | Acquisti   |
| R.       | Nome              | da         | Modalità   |
| -------- | ----------------- | ---------- | ---------- |
| D        | Nicola Turi       | svincolato | definitivo |
| C        | Kalifa Manneh     | Perugia    | prestito   |
| C        | Davide Di Gennaro | Bari       | definitivo |

| Cessioni | Cessioni         | Cessioni | Cessioni                 |
| R.       | Nome             | a        | Modalità                 |
| -------- | ---------------- | -------- | ------------------------ |
| A        | Jhonatan Italeng | Atalanta | fine prestito            |
| C        | Niccolò Ghisleni | Atalanta | fine prestito            |
| C        | Franco Bellocq   |          | risoluzione contrattuale |

## Risultati

### Serie C

#### Girone di andata
| Taranto 29 agosto 2021, ore 20:30 CEST 1ª giornata | Taranto           | 0 – 0 referto | Turris | Stadio Erasmo Iacovone (3 621 spett.)\| Arbitro: \| Giordano (Novara) \| |
| Arbitro:                                           | Giordano (Novara) |               |        |                                                                          |

| Arbitro: | Acanfora (Castellammare di Stabia) |

|  |           |              |
|  | Marcatori | 57’ Giovinco |

| Arbitro: | Ricci (Firenze) |

|                                     |           |            |
| Saraniti 11’ Benassai 57’ Diaby 90’ | Marcatori | 62’ Almici |

| Arbitro: | Feliciani (Teramo) |

|                              |           |              |
| Firenze 45’ Piovaccari 90+5’ | Marcatori | 54’ Saraniti |

| Arbitro: | Kumara (Verona) |

|                          |           |  |
| Pacilli 61’ Giovinco 68’ | Marcatori |  |

| Taranto 29 settembre 2021, ore 18:00 CEST 6ª giornata | Taranto        | 0 – 0 referto | Monterosi Tuscia | Stadio Erasmo Iacovone (3 123 spett.)\| Arbitro: \| Caldera (Como) \| |
| Arbitro:                                              | Caldera (Como) |               |                  |                                                                       |

| Francavilla Fontana 3 ottobre 2021, ore 17:30 CEST 7ª giornata | Virtus Francavilla      | 0 – 0 referto | Taranto | Stadio Giovanni Paolo II (2 000 spett.)\| Arbitro: \| Arena (Torre del Greco) \| |
| Arbitro:                                                       | Arena (Torre del Greco) |               |         |                                                                                  |

| Taranto 10 ottobre 2021, ore 17:30 CEST 8ª giornata | Taranto            | 0 – 0 referto | Vibonese | Stadio Erasmo Iacovone (2 700 spett.)\| Arbitro: \| Virgilio (Trapani) \| |
| Arbitro:                                            | Virgilio (Trapani) |               |          |                                                                           |

| Arbitro: | Carrione (Castellammare di Stabia) |

|                                              |           |  |
| Cianci 34’ Vandeputte 36’ Vázquez 81’ (rig.) | Marcatori |  |

| Arbitro: | Panettella (Gallarate) |

|                                   |           |              |
| Saraniti 68’ (rig.) Santarpia 73’ | Marcatori | 52’ Sabatino |

| Arbitro: | Saia (Palermo) |

|               |           |                     |
| Petermann 67’ | Marcatori | 17’ (rig.) Saraniti |

| Arbitro: | Bitonti (Bologna) |

|                          |           |                        |
| Giovinco 27’ Ferrara 61’ | Marcatori | 90+6’ (rig.) Salvemini |

| Arbitro: | Di Marco (Ciampino) |

|                        |           |               |
| Sbraga 30’ Maniero 77’ | Marcatori | 81’ Civilleri |

| Arbitro: | Di Graci (Como) |

|                    |           |  |
| Grandolfo 23’, 50’ | Marcatori |  |

| Arbitro: | F. Longo (Paola) |

|                                          |           |                              |
| Giovinco 14’ Civilleri 56’ Bellocq 90+4’ | Marcatori | 61’ Šipoš 70’ (rig.) L. Moro |

| Arbitro: | Moriconi (Roma) |

|                                |           |                          |
| Bentivegna 11’ Stoppa 33’, 50’ | Marcatori | 49’, 87’ (rig.) Giovinco |

| Taranto 5 dicembre 2021, ore 17:30 CET 17ª giornata | Taranto            | 0 – 0 referto | Messina | Stadio Erasmo Iacovone (2 762 spett.)\| Arbitro: \| Petrella (Viterbo) \| |
| Arbitro:                                            | Petrella (Viterbo) |               |         |                                                                           |

| Arbitro: | Manaresi (Ciampino) |

|                                    |           |              |
| Pucino 11’ Botta 42’ Antenucci 60’ | Marcatori | 73’ Giovinco |

| Arbitro: | Bordin (Bassano del Grappa) |

|                          |           |  |
| Saraniti 17’ Falcone 56’ | Marcatori |  |

#### Girone di ritorno
| Arbitro: | Fontani (Siena) |

|             |           |                                 |
| Tascone 20’ | Marcatori | 30’ (aut.) Tascone 72’ Saraniti |

| Arbitro: | Di Francesco (Ostia Lido) |

|             |           |              |
| Giovinco 2’ | Marcatori | 60’ Emmausso |

| Arbitro: | F. Longo (Paola) |

|                                                |           |                               |
| Luperini 3’, 69’ Brunori 35’, 41’ Soleri 90+1’ | Marcatori | 52’ D. Di Gennaro 90+4’ Zullo |

| Arbitro: | Galipò (Firenze) |

|                     |           |             |
| Saraniti 44’ (rig.) | Marcatori | 57’ Firenze |

| Latina 30 gennaio 2022, ore 17:30 CET 24ª giornata | Latina           | 0 – 0 referto | Taranto | Stadio Domenico Francioni (1 143 spett.)\| Arbitro: \| Emmanuele (Pisa) \| |
| Arbitro:                                           | Emmanuele (Pisa) |               |         |                                                                            |

| Arbitro: | Scarpa (Collegno) |

|                                    |           |                |
| Ekuban 35’ Costantino 90+1’ (rig.) | Marcatori | 90+5’ Saraniti |

| Taranto 12 febbraio 2022, ore 17:30 CET 26ª giornata | Taranto           | 0 – 0 referto | Virtus Francavilla | Stadio Erasmo Iacovone (3 100 spett.)\| Arbitro: \| Tremolada (Monza) \| |
| Arbitro:                                             | Tremolada (Monza) |               |                    |                                                                          |

| Arbitro: | Pascarella (Nocera Inferiore) |

|             |           |  |
| Curiale 69’ | Marcatori |  |

| Arbitro: | Di Cairano (Ariano Irpino) |

|  |           |           |
|  | Marcatori | 58’ Fazio |

| Arbitro: | Acanfora (Castellammare di Stabia) |

|                                  |           |  |
| Bubas 8’ Gaeta 50’ Monterisi 81’ | Marcatori |  |

| Arbitro: | Maggio (Lodi) |

|              |           |                    |
| Saraniti 51’ | Marcatori | 11’ (aut.) Granata |

| Arbitro: | Gualtieri (Asti) |

|                 |           |                   |
| Cargnelutti 15’ | Marcatori | 43’ D. Di Gennaro |

| Arbitro: | Saia (Palermo) |

|  |           |          |
|  | Marcatori | 57’ Bove |

| Arbitro: | Luciani (Roma) |

|                           |           |  |
| Saraniti 10’ Giovinco 14’ | Marcatori |  |

| Catania 23 aprile 2022, ore 14:30 CEST 34ª giornata | Catania | – Gara non disputata per l'esclusione del Catania dal campionato. | Taranto | Stadio Angelo Massimino |

| Taranto 3 aprile 2022, ore 17:30 CEST 35ª giornata | Taranto              | 0 – 0 referto | Juve Stabia | Stadio Erasmo Iacovone (1 717 spett.)\| Arbitro: \| Perenzoni (Rovereto) \| |
| Arbitro:                                           | Perenzoni (Rovereto) |               |             |                                                                             |

| Arbitro: | Di Graci (Como) |

|           |           |  |
| Rizzo 68’ | Marcatori |  |

| Taranto 16 aprile 2022, ore 17:30 CEST 37ª giornata | Taranto            | 0 – 0 referto | Bari | Stadio Erasmo Iacovone (10 789 spett.)\| Arbitro: \| Calzavara (Varese) \| |
| Arbitro:                                            | Calzavara (Varese) |               |      |                                                                            |

| Arbitro: | Marotta (Sapri) |

|                                 |           |                            |
| De Cristofaro 33’ Reginaldo 60’ | Marcatori | 19’ Giovinco 74’ Santarpia |

### Coppa Italia di Serie C

#### Turni eliminatori
| Arbitro: | Galipò (Firenze) |

|                   |           |  |
| Maiorino 54’, 66’ | Marcatori |  |

## Statistiche

### Statistiche di squadra
| Competizione         | Punti | In casa | In casa | In casa | In casa | In casa | In casa | In trasferta | In trasferta | In trasferta | In trasferta | In trasferta | In trasferta | Totale | Totale | Totale | Totale | Totale | Totale | DR  |
| Competizione         | Punti | G       | V       | N       | P       | Gf      | Gs      | G            | V            | N            | P            | Gf           | Gs           | G      | V      | N      | P      | Gf     | Gs     | DR  |
| -------------------- | ----- | ------- | ------- | ------- | ------- | ------- | ------- | ------------ | ------------ | ------------ | ------------ | ------------ | ------------ | ------ | ------ | ------ | ------ | ------ | ------ | --- |
| Serie C              | 39    | 18      | 6       | 10      | 2       | 16      | 8       | 18           | 2            | 5            | 11           | 15           | 30           | 36     | 8      | 15     | 13     | 31     | 40     | -9  |
| Coppa Italia Serie C | -     | 0       | 0       | 0       | 0       | 0       | 0       | 1            | 0            | 0            | 1            | 0            | 2            | 1      | 0      | 0      | 1      | 0      | 2      | -2  |
| Totale               | -     | 18      | 6       | 10      | 2       | 16      | 8       | 19           | 2            | 5            | 12           | 15           | 32           | 37     | 8      | 15     | 14     | 31     | 42     | -11 |

### Andamento in campionato
| Giornata  | 1  | 2 | 3 | 4 | 5 | 6 | 7 | 8 | 9 | 10 | 11 | 12 | 13 | 14 | 15 | 16 | 17 | 18 | 19 | 20 | 21 | 22 | 23 | 24 | 25 | 26 | 27 | 28 | 29 | 30 | 31 | 32 | 33 | 34 | 35 | 36 | 37 | 38 |
| --------- | -- | - | - | - | - | - | - | - | - | -- | -- | -- | -- | -- | -- | -- | -- | -- | -- | -- | -- | -- | -- | -- | -- | -- | -- | -- | -- | -- | -- | -- | -- | -- | -- | -- | -- | -- |
| Luogo     | C  | T | C | T | C | C | T | C | T | C  | T  | C  | T  | T  | C  | T  | C  | T  | C  | T  | C  | T  | C  | T  | T  | C  | T  | C  | T  | C  | T  | C  | C  | T  | C  | T  | C  | T  |
| Risultato | N  | V | V | P | V | N | N | N | P | V  | N  | V  | P  | P  | V  | P  | N  | P  | V  | V  | N  | P  | N  | N  | P  | N  | P  | P  | P  | N  | N  | P  | V  |    | N  | P  | N  | N  |
| Posizione | 12 | 6 | 3 | 4 | 2 | 6 | 6 | 3 | 8 | 7  | 7  | 4  | 8  | 9  | 8  | 9  | 9  | 11 | 9  | 9  | 8  | 15 | 9  | 8  | 8  | 10 | 13 | 13 | 13 | 13 | 13 | 15 | 15 |    | 15 | 15 | 15 | 15 |

Legenda:

Luogo: C = Casa; T = Trasferta. Risultato: V = Vittoria; N = Pareggio; P = Sconfitta.

### Statistiche dei giocatori
Sono in corsivo i calciatori che hanno lasciato la società a stagione in corso.
| Giocatore        | Serie C  | Serie C | Serie C     | Serie C    | Coppa Italia Serie C | Coppa Italia Serie C | Coppa Italia Serie C | Coppa Italia Serie C | Totale   | Totale | Totale      | Totale     |
| Giocatore        | Presenze | Reti    | Ammonizioni | Espulsioni | Presenze             | Reti                 | Ammonizioni          | Espulsioni           | Presenze | Reti   | Ammonizioni | Espulsioni |
| ---------------- | -------- | ------- | ----------- | ---------- | -------------------- | -------------------- | -------------------- | -------------------- | -------- | ------ | ----------- | ---------- |
| V. Antonino      | 1        | 0       | 0           | 0          | 0                    | 0                    | 0                    | 0                    | 1        | 0      | 0           | 0          |
| V. Barone        | 8        | 0       | 1           | 0          | 0                    | 0                    | 0                    | 0                    | 8        | 0      | 1           | 0          |
| F. Bellocq       | 20       | 1       | 6           | 0          | 1                    | 0                    | 0                    | 0                    | 21       | 1      | 6           | 0          |
| F. Benassai      | 31       | 1       | 10          | 0          | 1                    | 0                    | 0                    | 0                    | 32       | 1      | 10          | 0          |
| M. Cannavaro     | 8        | 0       | 0           | 0          | 0                    | 0                    | 0                    | 0                    | 8        | 0      | 0           | 0          |
| N. Chiorra       | 35       | -40     | 1           | 0          | 1                    | -2                   | 0                    | 0                    | 36       | -42    | 1           | 0          |
| M. Civilleri     | 30       | 2       | 6           | 0          | 1                    | 0                    | 0                    | 0                    | 31       | 2      | 6           | 0          |
| A. Diaby         | 5        | 1       | 0           | 0          | 1                    | 0                    | 1                    | 0                    | 6        | 1      | 1           | 0          |
| D. Di Gennaro    | 11       | 3       | 2           | 0          | 0                    | 0                    | 0                    | 0                    | 11       | 3      | 2           | 0          |
| V. De Maria      | 26       | 0       | 6           | 0          | 1                    | 0                    | 0                    | 0                    | 27       | 0      | 6           | 0          |
| G. Faiello       | 0        | 0       | 0           | 0          | 0                    | 0                    | 0                    | 0                    | 0        | 0      | 0           | 0          |
| L. Falcone       | 11       | 1       | 2           | 0          | 0                    | 0                    | 0                    | 0                    | 11       | 1      | 2           | 0          |
| A. Ferrara       | 28       | 1       | 5           | 0          | 1                    | 0                    | 1                    | 0                    | 29       | 1      | 6           | 0          |
| N. Ghisleni      | 9        | 0       | 0           | 0          | 1                    | 0                    | 0                    | 0                    | 10       | 0      | 0           | 0          |
| G. Giovinco      | 36       | 10      | 5           | 0          | 0                    | 0                    | 0                    | 0                    | 36       | 10     | 5           | 0          |
| A. Granata       | 16       | 0       | 6           | 1          | 0                    | 0                    | 0                    | 0                    | 16       | 0      | 6           | 1          |
| A. Guastamacchia | 0        | 0       | 0           | 0          | 0                    | 0                    | 0                    | 0                    | 0        | 0      | 0           | 0          |
| J. Italeng       | 11       | 0       | 3           | 0          | 1                    | 0                    | 1                    | 0                    | 12       | 0      | 4           | 0          |
| V. Labriola      | 33       | 0       | 3           | 2          | 1                    | 0                    | 1                    | 0                    | 34       | 0      | 4           | 2          |
| A. Loliva        | 1        | -2      | 0           | 0          | 0                    | 0                    | 0                    | 0                    | 1        | -2     | 0           | 0          |
| L. Longo         | 2        | 0       | 0           | 0          | 0                    | 0                    | 0                    | 0                    | 2        | 0      | 0           | 0          |
| K. Manneh        | 11       | 0       | 1           | 0          | 0                    | 0                    | 0                    | 0                    | 11       | 0      | 1           | 0          |
| M. Marsili       | 29       | 0       | 7           | 0          | 1                    | 0                    | 1                    | 0                    | 30       | 0      | 8           | 0          |
| G. Mastromanaco  | 25       | 0       | 2           | 0          | 0                    | 0                    | 0                    | 0                    | 25       | 0      | 2           | 0          |
| M. Pacilli       | 18       | 1       | 3           | 1          | 0                    | 0                    | 0                    | 0                    | 18       | 1      | 3           | 1          |
| D. Riccardi      | 30       | 0       | 8           | 0          | 0                    | 0                    | 0                    | 0                    | 30       | 0      | 8           | 0          |
| A. Santarpia     | 31       | 2       | 2           | 1          | 1                    | 0                    | 0                    | 0                    | 32       | 2      | 2           | 1          |
| A. Saraniti      | 30       | 10      | 5           | 0          | 1                    | 0                    | 0                    | 0                    | 31       | 10     | 5           | 0          |
| P. Serafino      | 0        | 0       | 0           | 0          | 0                    | 0                    | 0                    | 0                    | 0        | 0      | 0           | 0          |
| M. Tomassini     | 10       | 0       | 0           | 0          | 1                    | 0                    | 0                    | 0                    | 11       | 0      | 0           | 0          |
| N. Turi          | 2        | 0       | 0           | 0          | 0                    | 0                    | 0                    | 0                    | 2        | 0      | 0           | 0          |
| L. Versienti     | 21       | 0       | 4           | 0          | 1                    | 0                    | 0                    | 0                    | 22       | 0      | 4           | 0          |
| W. Zullo         | 26       | 1       | 3           | 0          | 1                    | 0                    | 0                    | 0                    | 27       | 1      | 3           | 0          |